# Mission (South Dakota)
Mission ist eine Gemeinde in Todd County im US-Bundesstaat South Dakota. Das U.S. Census Bureau hat bei der Volkszählung 2020 eine Einwohnerzahl von 1156 ermittelt. Mission ist die größte Gemeinde in der Rosebud Indianer Reservation, aber nicht die größte Siedlung im Reservats-Gebiet. Die größte Siedlung im Gebiet ist Rosebud, Sitz der Reservats-Verwaltung. Mission ist der Sitz der Sinte Gleska University, der Stammes-Universität der Rosebud Reservation. In Mission befindet sich auch die High School von Todd County.
Die Gemeinde wurde nach den vielen Missionaren benannt, die sich zum Ende des 19. Jahrhunderts um die Sicangu-Lakota-Sioux kümmerten. Nachbargemeinden von Mission sind Antelope und White Horse. Nach einer Volkszählung 2010 lebten 1182 Personen in der Gemeinde, aufgeteilt in 398 Haushalte. Von diesen waren 85,4 % Angehörige des Indianer-Stammes. Das Durchschnitts-Alter der Bevölkerung beträgt 23,2 Jahre, 40,1 % der Bewohner waren unter 18 Jahre alt. Das Pro-Kopf-Einkommen beträgt 11.374 Dollar im Jahr, welches eines der niedrigsten Einkommen in den Vereinigten Staaten darstellt. 30,8 % der Bevölkerung leben unterhalb der Armutsgrenze. Die Arbeitslosenquote beträgt 83 %.